# Psychotria viridialba
Psychotria viridialba är en måreväxtart som beskrevs av Ignatz Urban. Psychotria viridialba ingår i släktet Psychotria och familjen måreväxter. Inga underarter finns listade i Catalogue of Life.